# They Looked Alike
They Looked Alike er en amerikansk stumfilm fra 1915 af Frank Griffin.

## Medvirkende
- C.W. Ritchie som Bill.
- Raymond McKee som Sam.
- Harry Lorraine som Rube.
- Oliver Hardy.